# Oaxaca de Juárez

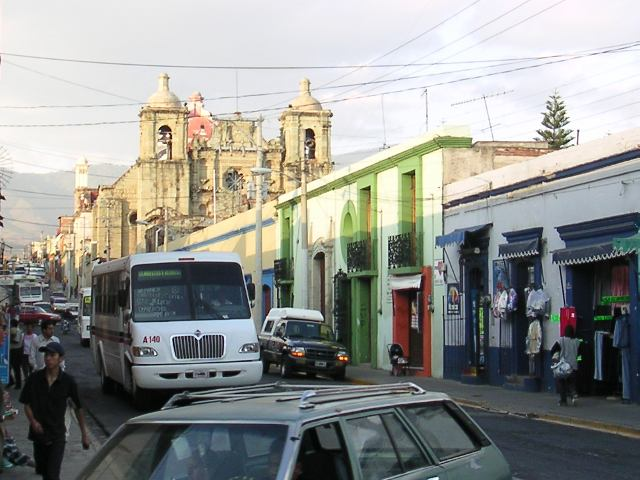
Calle Tinoco y Palacios, háttérben a Néri Szent Fülöp-templom

Oaxaca de Juárez a mexikói Oaxaca szövetségi állam fővárosa. Lakosainak száma 2010-ben 255 029 fő volt.

## Földrajz

### Fekvése
A Déli-Sierra Madre hegység Oaxaca-völgyében, a régészeti szempontból jelentős Monte Albán közelében fekszik.

### Éghajlat
A város éghajlata forró és tavasz végétől ősz elejéig csapadékos. Minden hónapban mértek már legalább 34 °C-os hőséget, a rekord elérte a 43 °C-ot is. Az átlagos hőmérsékletek a decemberi és januári 18,3 és a májusi 24,2 fok között váltakoznak, fagy nem fordul elő. Az évi átlagosan 751 mm csapadék időbeli eloszlása nagyon egyenetlen: a májustól szeptemberig tartó 5 hónapos időszak alatt hull az éves mennyiség közel 85%-a.
| Hónap                                   | Jan. | Feb. | Már. | Ápr. | Máj. | Jún. | Júl. | Aug. | Szep. | Okt. | Nov. | Dec. | Év   |
| --------------------------------------- | ---- | ---- | ---- | ---- | ---- | ---- | ---- | ---- | ----- | ---- | ---- | ---- | ---- |
| Rekord max. hőmérséklet (°C)            | 38,5 | 37,0 | 40,5 | 41,6 | 43,0 | 40,0 | 36,7 | 36,5 | 36,0  | 35,5 | 35,0 | 34,0 | 43,0 |
| Átlagos max. hőmérséklet (°C)           | 27,6 | 29,5 | 31,9 | 33,3 | 32,5 | 29,5 | 28,5 | 28,5 | 27,8  | 27,9 | 27,7 | 27,1 | 29,3 |
| Átlaghőmérséklet (°C)                   | 18,3 | 19,9 | 22,3 | 24,0 | 24,2 | 22,8 | 21,9 | 21,8 | 21,5  | 20,8 | 19,4 | 18,3 | 21,3 |
| Átlagos min. hőmérséklet (°C)           | 9,0  | 10,3 | 12,7 | 14,8 | 15,9 | 16,1 | 15,2 | 15,1 | 15,3  | 13,7 | 11,1 | 9,6  | 13,2 |
| Rekord min. hőmérséklet (°C)            | 0,5  | 1,0  | 3,0  | 4,0  | 9,0  | 9,0  | 9,0  | 9,0  | 9,0   | 4,5  | 2,5  | 0,5  | 0,5  |
| Átl. csapadékmennyiség (mm)             | 4    | 5    | 13   | 40   | 85   | 171  | 116  | 115  | 138   | 51   | 9    | 3    | 751  |
| Forrás: Servicio Meteorológico Nacional |      |      |      |      |      |      |      |      |       |      |      |      |      |

## Népesség
A település népessége a közelmúltban majdnem mindig folyamatosan növekedett:
| Év   | Lakosság |
| ---- | -------- |
| 1990 | 212 818  |
| 1995 | 242 247  |
| 2000 | 251 846  |
| 2005 | 258 008  |
| 2010 | 255 029  |

## Nevének eredete
A de Juárez tagot a közelében született 19. századi nemzeti hős, Benito Juárez elnök tiszteletére kapta.

## Története
1529-ben érkeztek ide az első spanyol telepesek. 1529. július 13-án Juan Peláez de Berrio kiépítette a települést. Ezt legalizálta V. Károly spanyol király egy dekrétumban.
1750-ben indult meg a postai szolgálat.

## Közlekedés
Oaxaca-Xoxocotlan repülőtér (IATA kódja: OAX) a város központjától 8 km-re délre található. A légijáratok főleg Mexikóvárosba tartanak.
A városban 2 buszpályaudvar található. A városban több utazást szerveznek a régi maja városokba.
Oaxaca de Juárez mellett egy autópálya is elhalad.

## Oktatás
Oaxaca de Juárezben székel a Universidad Autónoma Benito Juárez de Oaxaca, amely a város egyetlen egyeteme.

## Turizmus, látnivalók

### Templomok
- Dóm, amelyet 1535-ben építettek
- Guzmán Szent Domonkos-templom
- Szent Ágoston-templom és kolostor
- San Juan de Díos-templom
- Néri Szent Fülöp-templom, a város egyik legjelentősebb barokk temploma

### Parkok
- Zócalo (főtér)
- Alameda de Léon tér
- Botanikus kert
- Parque Benito Juárez
- Cerro de Fortín
- Parque Comunal de San Felipe

### Rendezvények
A város egyik leghíresebb rendezvénye a minden évben, december 23-án megrendezett retkek éjszakája, ahol retkekből, virágokból és kukoricacsuhéból készült műalkotásokat mutatnak be.

## Sport
A város legjelentősebb labdarúgócsapata, az Alebrijes de Oaxaca a másodosztályú bajnokságban szerepel.